# Cadegualina sericata
Cadegualina sericata är en biart som först beskrevs av Heinrich Friese 1925.  Cadegualina sericata ingår i släktet Cadegualina och familjen korttungebin. Inga underarter finns listade.